# 彭布羅克鎮區 (北卡羅萊納州羅伯遜縣)
彭布羅克鎮區（英語：Pembroke Township）是位於美國北卡羅萊納州羅伯遜縣的一個鎮區。

## 地方資料
彭布羅克鎮區的面積為97.12平方千米，皆為陸地。根據2020年美國人口普查的數據，當地共有人口10370人，而人口密度為每平方千米106.78人。